# N,N,N'-trietil-1,2-etanodiamina
La N,N,N'-trietil-1,2-etanodiamina es una compuesto orgánico de fórmula molecular C8H20N2. Es una diamina con un grupo amino terciario —unido a la cadena principal y a dos grupos etilo— y otro secundario —unido a un tercer grupo etilo además de a la cadena principal.
Recibe también los nombres de N,N,N'-trietiletilendiamina o, simplemente, trietiletilendiamina.

## Propiedades físicas y químicas
A temperatura ambiente, la N,N,N'-trietil-1,2-etanodiamina es un líquido incoloro o ligeramente amarillo con olor a huevos podridos.
Solidifica a -8 °C y a 181 °C tiene su punto de ebullición.
En estado líquido, su densidad es inferior a la del agua (ρ = 0,804 g/cm³) mientras que en estado gaseoso su densidad es casi cinco veces mayor que la del aire. Es soluble en agua en una proporción de 115 g/L; el valor del logaritmo de su coeficiente de reparto, logP = 1,39, indica que su solubilidad en disolventes apolares es mayor que en agua. Es un compuesto incompatible con oxidantes fuertes.

## Síntesis y usos
La N,N,N'-trietil-1,2-etanodiamina puede sintetizarse por oxidación anódica de N,N,N',N'-tetraetiletilendiamina, proceso llevado a cabo por voltametría cíclica y electrólisis de potencial controlado en una disolución tampón de carbonato a pH = 10. La variación de potencial permite obtener diversas aminas como dietilamina o N,N-dietiletilendiamina.
Igualmente, la reacción entre eteno y etilendiamina a 225 °C y 1000 atm de presión, en presencia de metales alcalinos o sus correspondientes hidruros como catalizadores, produce N,N,N'-trietil-1,2-etanodiamina, además de N,N'-dietiletilendiamina y N,N-dietiletilendiamina.
Por otro lado, la N,N,N'-trietil-1,2-etanodiamina ha sido estudiada como parte de complejos solvatocrómicos mixtos de malonatos y diaminas con Cu(II).
Se ha sugerido el uso de la N,N,N'-trietil-1,2-etanodiamina —como sal de amonio cuaternaria— en composiciones de aditivos de combustible, con el fin de mejorar el rendimiento de los inyectores de motores de combustión, reducir el desgaste del motor y mejorar la demulsibilidad del combustible.
Estrechamente relacionado con lo anterior es su posible utilización para controlar el contenido de asfalteno en el fluido petrolífero, ya que este último compuesto puede ocasionar oclusiones y obstrucciones en el sistema de producción y almacenamiento del petróleo.

## Precauciones
El punto de inflamabilidad de la N,N,N'-trietil-1,2-etanodiamina es 32 °C, siendo este un valor teórico, no experimental.
Por lo demás, es una sustancia corrosiva e irritante para piel y ojos que provoca quemaduras por todas las vías de exposición.